# Nojorid
Nojorid là một xã thuộc hạt Bihor, România. Dân số thời điểm năm 2002 là 4570 người.